# Haroun (humoriste)
Pour les articles homonymes, voir Haroun.
 (août 2024).
Haroun, né en 1984 dans l'Essonne, est un humoriste français.
Il est notamment réputé pour son talent à traiter l'actualité politique de façon sarcastique.

## Biographie
Haroun naît en 1984 dans l'Essonne et grandit à Bures-sur-Yvette. Féru de danse hip-hop et d'improvisation, il suit des études dans une école de commerce. En parallèle, il écrit un seul-en-scène. Il fait un tour du monde puis crée une entreprise utilisant l'improvisation théâtrale dans la formation professionnelle. Il écrit un deuxième seul-en-scène et se consacre alors exclusivement à sa carrière d'humoriste.
En 2019, il lance le site internet « Pasquinade » pour présenter ses spectacles et des contenus humoristiques. Il transpose le principe du chapeau dans le monde virtuel pour rapprocher créateurs de contenus et public. 
En 2020, il publie aux éditions des Équateurs un livre intitulé Les Pensées d'Héractète, où il désacralise la philosophie, inventant un philosophe de la Grèce antique, avec pensées et aphorismes.

## Carrière

### Type d'humour
Son humour est décrit comme noir, pince-sans-rire et absurde,. Il aborde et traite volontiers l'actualité politique.

### Théâtre
En janvier 2013, Haroun crée Tous complices à Toulouse, dans le seul théâtre de la ville qui, à cette époque, accepte de lui ouvrir ses portes : le Théâtre de Poche de Didier Albert. Celui-ci l'invite à plusieurs reprises jusqu'en 2015, puis il quitte Toulouse pour Paris. Il obtient un prix d'écriture et un prix d'interprétation aux Scènes du Souffleur avec ce spectacle, ainsi qu'un prix « Coup de cœur » de La Boîte à rire. 
En janvier 2017, il se produit au théâtre Le République. Le 14 avril 2017, il remplit le théâtre du Gymnase Marie-Bell avec son spectacle Spécial élections sur le thème de l'élection présidentielle de 2017 et la difficulté d'un votant. Le spectacle écrit en deux mois est joué lors de trois représentations à guichets fermés et retransmis en direct sur Facebook. En juillet 2017, Haroun débute La tournée des Barbeuks en France et en Belgique : il va directement chez le public qui le reçoit pour un barbecue.
En mai 2018, il écrit le spectacle Internet etc. sur Internet et les nouvelles technologies ; il le joue trois fois les 17, 18 et 19 mai et le retransmet en live sur son site.
En 2021 il joue Seuls au Théâtre Édouard VII, puis part en tournée.

### Télévision et cinéma
En 2015, il se rend à Paris. Il fait un passage au Jamel Comedy Club.
Le 4 février 2017, il passe sur France 2 en première partie de soirée mais les répliques les plus caustiques de son sketch ne sont pas diffusées,.
En septembre 2017, il est recruté par Thierry Ardisson pour intervenir dans sa nouvelle émission hebdomadaire Les Terriens du dimanche ; la collaboration est de courte durée : Haroun y met fin début 2018, estimant dévalorisantes certaines coupes au montage.
Haroun apparait dans quelques films : La Finale en (2018) ; dans Selfie de Thomas Bidegain, Marc Fitoussi, Tristan Aurouet, Cyril Gelblat et Vianney Lebasque en 2020 ; dans une scène d'Éléonore d'Amro Hamzawi la même année et dans Un homme heureux en 2023.
En tant que scénariste, il collabore au film Sexygénaires en 2023 et coécrit Les Musiciens de Grégory Magne, qui sort en 2025.

### En ligne
En novembre 2016, il lance sa série « Haroun casse la télé », qui détourne des interviews politiques en s'incrustant dans des émissions. Il gagne en notoriété.
En mai 2017, il crée le concept « Ta blague » qui consiste à demander au public le thème qu'il souhaite voir aborder dans des vidéos qu'il poste sur YouTube[réf. nécessaire].
En 2020, pendant le confinement il met à disposition gratuitement ses spectacles sur son site Pasquinade.fr. Un an plus tard, la plateforme accueille d'autres humoristes francophones tels que Kyan Khojandi, Thomas Wiesel, Adib Al Khalidey. En 2024, le site est en maintenance.
En février 2022, il met en ligne le pilote d'une série animée mettant en scène des personnages porcins : « Oink ».

Filmographie
Kaamelott KV2 : Casparzh 